# Castillo de Lindoso
El castillo de Lindoso es un castillo de Portugal situado en la freguesia de Lindoso, perteneciente al municipio de Ponte da Barca. 

## Historia y características

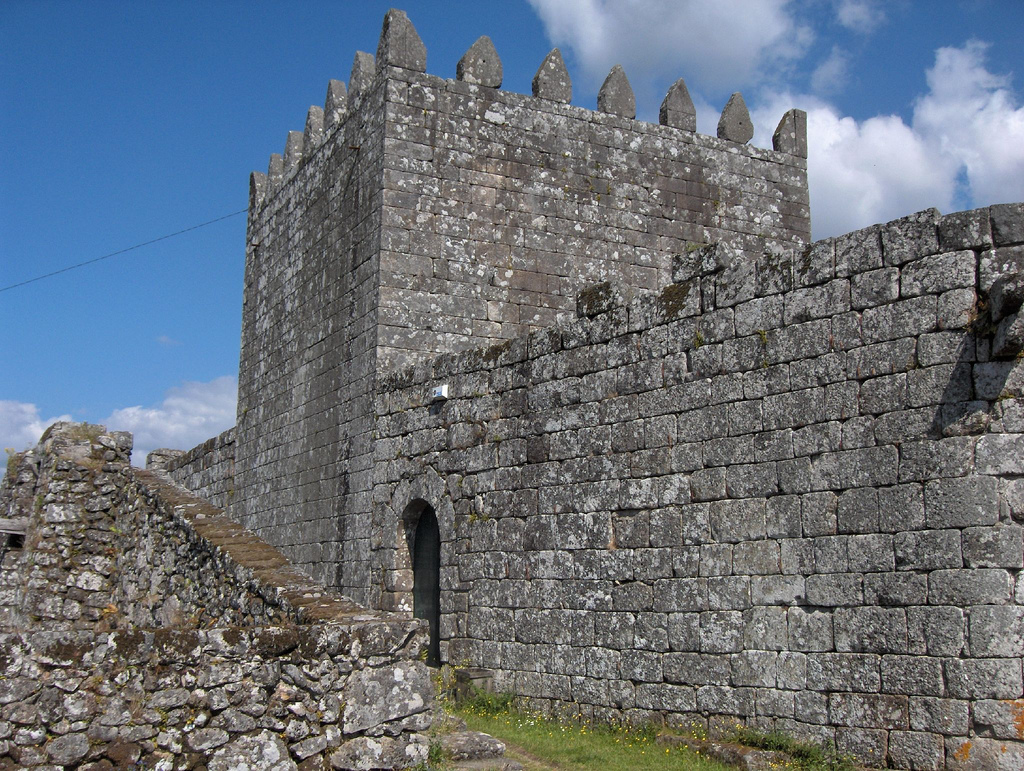
Torre del castillo

Se encuentra situado junto al río Lima en la frontera hispano-portuguesa. El estilo y la tecnología que se emplearon en la construcción del castillo se introdujeron en Portugal durante la Edad Media. Presenta elementos tanto románicos como góticos. Durante el siglo XVII, el castillo fue remozado. Las obras terminaron en 1666, tres años después de que los españoles conquistaran el castillo en 1663: los portugueses recapturaron el castillo y finalizaron la remodelación.
Está catalogado como Monumento Nacional; declarado desde el 16 de junio de 1910.